# 33801 Emilyshi
33801 Emilyshi este o planetă minoră (asteroid), cu un diametru de 3,541 km, din centura de asteroizi. A fost descoperită pe 3 noiembrie 1999 la Experimental Test Site⁠(d) de Lincoln Near-Earth Asteroid Research. 
Obiectul prezintă o orbită caracterizată de o semiaxă mare de 2,3373734 UAi, o excentricitate de 0,15, o înclinație de 5,13063 ° în raport cu ecliptica.